# Фрейберг (герб)
Герб Фрейберг (пол. Frejberg) — польский дворянский герб, учреждённый в 1839. Герб рода Фрейберг включён в Общий гербовник дворянских родов Российской империи (XI, 135).

## Описание герба
В щите, вертикально разделённом в правом голубом поле пол-солнца и две золотые звезды по углам щита; в левом же серебряном, якорь, обвитый голубым канатом анкерштоком вверх. В навершии шлема, увенчанного дворянской короной, три страусиных пера. Намёт голубой, подложенный справа серебром, а слева золотом.

## Пожалование
Вышеописанный герб вместе с потомственным дворянством Российской империи, пожалован Помощнику Начальника Отделения Канцелярии Наместника Царства Польского Коллежскому Секретарю Марку Фрейбергу, грамотой ГОСУДАРЯ ИМПЕРАТОРА И ЦАРЯ Николая I в 22 день Ноября 1838 года. В книги дворян Царства Польского записан упомянутый Фрейберг, на основании Высочайшего Указа 24 Августа (5 Сентября) 1839 года о пожаловании ему прав коренного жителя в Царстве Польском.